# 가쓰야마촌 (니가타현)
가쓰야마촌(勝山村)은 니가타현 가리와군에 설치되었던 촌이다. 현재의 가리와촌에 해당한다.